# Phythelios
Phythelios, monotipski rod zelenih algi iz porodice Micractiniaceae, dio razreda Trebouxiophyceae.
U porodicu je nekada uključivan i rod Errerella Conrad, 1913, a sinonim je za Micractinium, koji se danas uključuje u porodicu Chlorellaceae.